# Nyctaginaceae
Nyctaginaceae er en familie med ca. 33 slægter og 290 arter, der er udbredt i tropiske og subtropiske egne med nogle få arter, der klarer sig under tempererede vilkår. Familiens arter har en speciel frugttype, som kaldes en "anthocarp", og mange slægter har meget store (>100 µm) pollenkorn.
Familien rummer én spiselig art, Mauka (Mirabilis expansa), som er en rodfrugt, der har en vis omend begrænset betydning i Andesbjergene. Nogle arter dyrkes som prydplanter, og det drejer sig især om medlemmer af slægten Trillingranke (Bougainvillea). Her omtales kun to slægter, der kan have interesse i Danmark.
| Slægter |

- Mauka (Mirabilis)
- Trillingranke (Bougainvillea)